# Meteorus cheni
Meteorus cheni är en stekelart som beskrevs av Wu 2000. Meteorus cheni ingår i släktet Meteorus och familjen bracksteklar. Inga underarter finns listade i Catalogue of Life.